# Akceptační úvěr
Akceptační úvěr je jedním z typů úvěrů; podobá se eskontnímu úvěru.
Akceptační úvěr je spojen se směnkou. Banka akceptuje směnku, kterou na ni vystaví její klient a to na částku a lhůtu dohodnutou v úvěrové smlouvě. Banka u tohoto úvěru neposkytuje platební prostředky, nýbrž garantuje zaplacení nějakého závazku (=úvěr závazkový). Při poskytnutí úvěru banka akceptuje od svého klienta (příjemce úvěru) cizí směnku s jednou podmínkou, že klient musí stihnout složit peníze na pokrytí závazku bance před uplynutím lhůty (splatností směnky). Banka se stává hlavním směnečným dlužníkem. Banka prodává své dobré jméno a tím směnku učiní důvěryhodnější a obchodovatelnější. Při dospělosti je směnka předložena k proplacení bance. Pokud transakce běží plynule (klient stihne složit peníze před splatností), nepotřebuje banka žádné peníze a mohla by akcepty prodávat neomezeně. Pokud klient nestihne a nesloží peníze, mění se úvěr závazkový na úvěr peněžní.
Cena úvěru: akceptační provize a ostatní výlohy (poštovné). Protože si banka nemusí opatřovat provize, je nízká. Poskytuje se jen V.I.P. klientům.
Akceptační úvěr slouží většinou k financování oběhu zboží ve vnitřním i zahraničním obchodu, má krátkodobý charakter. Za poskytnutí úvěru si banka účtuje tzv. akceptační provizi. Takový úvěr je mnohem jistější, když ručí banka a nikoliv kupující. Směnky, které se v u akceptačního úvěru používají – bankovní akcepty – se řadí mezi kvalitní cenné papíry.